# Linda Hedendahl
Linda Marianne Hedendahl, född 3 oktober 1942 i Annedals församling i Göteborg, död 3 mars 2023 i Västerås, var en svensk konstnär och poet.
Linda Hedendahl var utbildad vid Hovedskous konstskola i Göteborg 1964–1969.
Hon var brorsdotter till Lisbeth Hedendahl och Patrik Hedendahl. Linda Hedendahl är begravd på Östra kyrkogården i Västerås.